# Línea E3 (EMT Madrid)
La línea E3 (a efectos de numeración interna, 403) de la EMT de Madrid une el área intermodal de la avenida de Felipe II con Valderrivas (Vicálvaro).

## Características
Antes de la creación de esta línea el 2 de diciembre de 2009, existió entre junio de 2004 y septiembre de 2006 una línea E3 que circulaba entre Legazpi y Argüelles. Sólo circulaba en verano, debido al cierre de la línea 3 de Metro por sus obras de ampliación de andenes y remodelación de estaciones.
La actual línea E3 se creó junto con la línea E2, tras la inauguración del carril bus de la Calle de O'Donnell entre el Puente de La Elipa y el cruce con la Calle del Doctor Esquerdo. Anteriores a las citadas, sólo existía como exprés la línea E1.
Esta nueva línea se enmarcaba en el programa de creación de líneas lanzadera exprés de la EMT, previsto dentro del plan de actuaciones para el cuatrienio 2008-2011. Las líneas exprés conectaban de manera rápida áreas intermodales periféricas de transporte con puntos estratégicos de la ciudad y se caracterizaban por tener pocas paradas. Además de ser una línea exprés, utilizaba una plataforma exclusiva de circulación, lo que permitía un considerable ahorro de tiempo en los trayectos, especialmente en aquellos realizados hacia la Avenida de Felipe II.
Esta línea une rápidamente Vicálvaro con la almendra central, siendo un complemento al servicio de la línea 9 del metro.

### Frecuencias
| Lunes a viernes laborables |               |
| De 6:00 a 7:00             | 5-12 minutos  |
| De 7:00 a 21:00            | 4-8 minutos   |
| De 21:00 a 23:00           | 7-13 minutos  |
| Sábados laborables         |               |
| De 6:00 a 10:00            | 11-17 minutos |
| De 10:00 a 21:00           | 8-12 minutos  |
| De 21:00 a 23:00           | 10-20 minutos |
| Domingos y festivos        |               |
| De 7:00 a 11:00            | 11-17 minutos |
| De 11:00 a 20:00           | 11-14 minutos |
| De 20:00 a 23:00           | 11-20 minutos |

## Recorrido y paradas

### Sentido Valderrivas
La línea inicia su recorrido en la Calle de Alcalá, entre las intersecciones con la Avenida de Felipe II y la Calle de Goya. Desde aquí se dirige hacia la Calle de Narváez, por la que circula hasta la Calle de O'Donnell, donde gira a la izquierda para efectuar su primera parada. Sigue por la misma calle y efectúa su segunda parada en el cruce con la Calle del Doctor Esquerdo, dando acceso al Hospital Gregorio Marañón y a la estación de metro de O'Donnell
Continúa por la autovía M-23 o Prolongación de O'Donnell hasta el kilómetro 3, donde toma la salida de Vicálvaro, incorporándose a la Avenida de Daroca, donde establece su siguiente parada (Casalarreina).
Sigue por la Calle de San Cipriano efectuando 3 paradas más hasta llegar a la Calle de Gran Vía del Este, donde se encuentra la parada de la estación de Puerta de Arganda.
Sube por la Calle Titanio hasta la Calle Minerva, donde gira a la izquierda y sigue por esta donde tiene 2 paradas más hasta llegar a la cabecera de Valderrivas.
| Código | Parada                         | Común con               | Conexiones con Metro y Cercanías | Otros |
| ------ | ------------------------------ | ----------------------- | -------------------------------- | ----- |
| 755    | FELIPE II (C/ Alcalá, 96)      | E2                      | Goya                             |       |
| 5618   | O'Donnell-Narváez              | E2                      |                                  |       |
| 153    | Metro O'Donnell                | 28 E2 Exprés Aeropuerto | O'Donnell                        |       |
| 1064   | Avenida de Daroca-Casalarreina | 100 130 E5              |                                  |       |
| 4546   | Metro Vicálvaro                | 4 106 E5 287            | Vicálvaro                        |       |
| 4552   | San Cipriano                   | 4 106 E5 287            | San Cipriano                     |       |
| 5321   | San Cipriano-Minerva           | 4 E5 287                |                                  |       |
| 5833   | Puerta de Arganda              |                         | Puerta de Arganda Vicálvaro      |       |
| 5112   | Minerva-Omega                  | 71 100                  |                                  |       |
| 5114   | Minerva-Caliza                 | 71 100                  |                                  |       |
| 5116   | VALDERRIVAS                    | 100                     |                                  |       |

### Sentido Felipe II
El recorrido de vuelta es igual al de ida, salvo con algunas excepciones. La primera es en la cabecera cuando da la vuelta por la calle Molino Viejo para ir a la calle Marmolina y posteriormente a la calle del Campo de la Torre. Después recorre la calle Minerva hasta llegar a la confluencia con la avenida Aurora Boreal. Al final del trayecto, circula por la calle Narváez y alcanza la avenida de Felipe II, gira a la izquierda por ésta hasta llegar a la calle de Alcalá, donde gira a la derecha para, inmediatamente, establecer su cabecera.
| Código | Parada                                | Común con                  | Conexiones con Metro y Cercanías | Otros |
| ------ | ------------------------------------- | -------------------------- | -------------------------------- | ----- |
| 5116   | VALDERRIVAS                           | 100                        |                                  |       |
| 5118   | Marmolina                             | 100                        |                                  |       |
| 5115   | Minerva-Caliza                        | 71 100                     |                                  |       |
| 4575   | Aurora Boreal-Minerva                 |                            |                                  |       |
| 4585   | Puerta de Arganda                     |                            | Puerta de Arganda Vicálvaro      |       |
| 5322   | San Cipriano-Minerva                  | 4 E5 287                   |                                  |       |
| 1069   | San Cipriano                          | 4 106 E5 287               | San Cipriano                     |       |
| 1074   | Metro Vicálvaro                       | 4 106 E5 287               | Vicálvaro                        |       |
| 1065   | Avenida de Daroca-Casalarreina        | 4 E5                       |                                  |       |
| 5620   | Metro O'Donnell                       | E2 E4 E5 Exprés Aeropuerto | O'Donnell                        |       |
| 5619   | O'Donnell-Narváez                     | E2 E4 E5                   |                                  |       |
| 5034   | Felipe II (solo descenso de viajeros) | 15 29 215 E2               |                                  |       |
| 755    | FELIPE II (C/ Alcalá, 96)             | E2                         | Goya                             |       |